# On n'est pas que des cobayes
On n'est pas que des cobayes ! est une émission de télévision française de vulgarisation scientifique, initialement diffusée sur France 5 de 2011 à 2016, en cinq saisons comportant 170 émissions. Elle est présentée par Agathe Lecaron, David Lowe et Vincent Chatelain (puis Laurent Maistret). Élise Chassaing et le médiateur scientifique Fabien Descamps y ont également participé.
Au Portugal, elle est aussi diffusée sur la chaîne publique RTP2 vers midi, en version originale sous-titrée.
Au Brésil, le programme est diffusé sur Canal Futura (en) depuis octobre 2017. Un doublage a été réalisé par Dublagem Curitiba, sous la direction de Mônica Placha.
Les quatre premières saisons ont été diffusées le vendredi à 20 h 35 sur France 5. Les 20 dernières émissions ont été transférées le samedi à 19 h et rediffusées le dimanche à 8 h.
Depuis le 5 mars 2016 l'émission est rediffusée aussi sur France 4 le samedi à 20 h 50 à partir de la saison 2.
Depuis le 27 juin 2016, elle est aussi rediffusée du lundi au vendredi sur France 4 entre 19 h et 20 h 50 avec 2 épisodes par jour.
Le 9 avril 2016, France 5 annonce l'arrêt de l'émission à la fin de la saison 5.

## Concept
Dans l'émission, une équipe de testeurs se pose des questions scientifiques et effectue des expériences pour y répondre. Son concept est proche de MythBusters de Discovery Channel.
Appelée la chef de bande, Agathe Lecaron est accompagnée par Vincent Chatelain, le testeur sans limite, (remplacé en 2015 par Laurent Maistret), par David Lowe, le designer d'expériences, Élise Chassaing, la test chercheuse et par un mannequin crash testeur surnommé James utilisé lors des expériences trop risquées. Pour réaliser ces expériences, l'équipe se retrouve dans un hangar, les anciens ateliers de l’orfèvre Christofle à Saint-Denis, transformé en laboratoire, ou se rend en extérieur sur un lieu ayant un rapport avec les questions posées.

## Identité visuelle et sonore

### Logo
Le Logo des cobayes est un cercle partagé en 4 dont les parties opposées sont peintes en jaune et en noir: fréquemment présent sur James; tout le matériel Cobayes et voire eux-mêmes portent toujours des rayures jaunes et noires lors des expériences. Le logo est devenu emblématique de l'émission et passe rarement inaperçu.
C'est un logo généralement associé au crash-tests dans le milieu automobile, d'ailleurs, James est un mannequin de crash test.

### Musique
Le générique de fin s'intitule I know et est composé par Tom Hillock (Label Justement-Music).

## L'équipe
À l'image d'autres émissions de vulgarisation telles que C'est pas sorcier, l'émission repose sur plusieurs présentateurs aux rôles complémentaires, tantôt sportives ou scientifiques.
On n'est pas que des cobayes ! associe trois types de présentateurs, les « cobayes » : une chef d'équipe dont le rôle est d'introduire les expériences et sert de fil rouge à l'émission, des animateurs sportifs pouvant assurer des épreuves physiques, et un animateur au comportement plus posé qui propose des expériences et explique les théories scientifiques sous-jacentes.
Les animateurs endossent des rôles aux caractères marqués, leurs échanges et péripéties assurant le côté ludique de l'émission.

### Les présentateurs «cobayes» originaux

#### Agathe Lecaron ou «la chef de bande»
Leader incontestée des Cobayes, elle en profite pour affirmer son autorité en taquinant les garçons avec divers défis tous aussi plus farfelus les uns que les autres. Bien qu'elle n'aime pas participer aux expériences, elle n'hésite pas à donner de sa personne et ainsi prouver qu'elle possède quelques talents cachés. Toujours friande de nouvelles questions, elle consulte généralement les réseaux sociaux afin de dénicher une nouvelle idée qui pourra faire avancer la science tout en s'amusant. Bien qu'elle admette elle-même qu'elle déteste perdre, elle fait preuve d'un grand sens de l'humour et surmonte ses craintes pour relever les tâches les plus ardues.
Son allergie aux chats lui joue parfois des tours sur le plateau et elle a participé pendant un certain temps avec un bandage à la main (apparu depuis Peut-on voler comme un oiseau ?) après l'expérience des casseurs de briques.

#### Vincent Chatelain ou «le testeur sans limite»
Si Agathe possède l'autorité d'un chef, Vincent lui, par contre, est un athlète enthousiaste : décrit comme le « casse-cou de la bande », il est le Monsieur Muscle du trio et est toujours partant pour donner son corps à la science. Que ce soit pour affronter des animaux dangereux, effectuer des cascades dantesques ou bien tester les machines, « un mot, un geste, Vincent fait le reste ! ».
Sous ses airs de baroudeur, Vincent cache assez difficilement son vertige (Peut-on sauter du plus haut pont d'Europe !) et son mal des transports : les expériences sont parfois à haut risque et notre Cobaye montre bien souvent qu'il prend beaucoup de plaisir tout autant que de peur.
Aventurier dans l'âme, il est souvent celui qui connaît les tactiques de survie et est le plus physique de la bande, même s'il laisse les activités les plus dangereuses aux professionnels.
Il est souvent opposé à David lors de duels où ce dernier utilise la science et le casse-cou la force brute, il gagne généralement les duels. Il est envoyé dans la France entière pour accomplir les défis et marque son passage sur une carte dans son bureau.
Il anime les 4 premières saisons de l'émission.

#### David Lowe ou «le designer d'expériences»
Intervenant en plateau le plus souvent en blouse blanche, David est la caution scientifique de la bande.
Docteur en physique nucléaire et en biologie moléculaire, il assure la vulgarisation scientifique à l'aide d'expériences en studio ou en visitant des chercheurs dans leur laboratoire. Touche à tout, il peut aborder indifféremment l'aérodynamisme, la tribologie, la mécanique des fluides, la chimie, etc.
Comique de la bande, il cultive son origine anglaise en ponctuant ses interventions d'humour anglais et illustre le flegme britannique en s'habillant souvent en concordance avec le sujet abordé.
Aidé par les techniciens Jules, Damien et Fernando, David a pour charge de concevoir les machines qui devront aider les expérimentateurs à comprendre les phénomènes étudiés et ainsi faire avancer la science et à remplir les défis qui leur sont lancés.
S'il est un savant reconnu et émérite, il possède néanmoins quelques aptitudes bien dissimulées : c'est un excellent jongleur en raison de son expérience de clown et il est révélé être un « Nez » et un gourmet très doué lorsque la cuisine fait partie de l'émission.
David possède un chien qu'il amène au hangar quelquefois : Mister Brown, un berger australien.

#### James ou «le crash testeur»
Comme son nom l'indique, c'est le mannequin qui est utilisé lorsque les expériences sont trop dangereuses pour Vincent : il est rarement complètement détruit mais il perd fréquemment une jambe ou bien un bras. Mascotte emblématique des Cobayes, James est surtout connu pour être déguisé de manière à correspondre au thème de l'expérience, mais il a été le centre de nombreux épisodes. En effet, un certain nombre non négligeable d'émissions dont la fameuse 100e sont consacrées à reproduire James dans différentes matières ou bien à lui faire passer un sale quart d'heure en le catapultant, en le faisant voler, etc. Bien qu'il soit parfois décrié pour « manque d'expression », James est traité comme un être humain à part entière et fait souvent la fierté du trio de choc.
Une application est sortie sur iOS au nom de super James (non disponible sur Android).

### De nouveaux «cobayes» au fil des saisons

#### Élise Chassaing ou «la test chercheuse»
Arrivée pour un remplacement lors du congé maternité d'Agathe Lecaron en 2014, elle a rejoint la bande au retour d'Agathe lors de la rentrée 2014. Élise est la cobaye qui recherche, encadre et teste les petites expériences scientifiques de physique pour les tests du labo cobayes. C'est un peu elle qui teste les expériences « d'intérieur » alors que Vincent teste celles « d’extérieur ».
Elle quitte l'émission peu avant la fin de la saison 4, pour congé maternité. Finalement, elle ne reviendra pas par la suite.

#### Laurent Maistret
Le 31 mai 2015, Le Parisien annonce que Laurent Maistret (vainqueur de Koh-Lanta : La Nouvelle Édition) a été choisi pour le remplacement de Vincent Chatelain et Élise Chassaing. Il déclare que « Le magazine des Cobayes correspond à ce que je voulais : vivre des expériences inédites avec de l'adrénaline, des sensations fortes. »

### Remplacements ponctuels des animateurs
À la suite d'une blessure à la jambe, Vincent Chatelain a dû se faire remplacer pour des expériences physiques dans les émissions du 13, 20 et 27 janvier 2012 par Sébastien Lafont, journaliste et testeur de l'émission.
En introduction de l'émission du 3 mai 2013, Vincent Chatelain annonce son départ temporaire en raison d'un congé paternité. Cette annonce est mise en scène sous la forme d'une lettre qu'il lit en voix off à l'attention de sa remplaçante, Isabelle Veyron, qui le remplacera durant deux émissions.
Après avoir remplacé Agathe Lecaron le temps de son congé maternité de janvier à juin 2014, Élise Chassaing rejoint l'équipe de l'émission pour la 4e saison (septembre 2014-juin 2015).
En mai 2015, Vincent Chatelain est à nouveau remplacé par Sébastien Lafont, en raison d'une blessure à la cheville.
Les 23 janvier 2016 et 30 janvier 2016, Laurent Maistret est remplacé par Sébastien Lafont à la suite d'une blessure.

## Émissions

### Saison 1
L'émission est programmée le vendredi à 20 h 35 et remplace Empreintes, diffusée auparavant dans cette case horaire et se retrouvant désormais après On n'est pas que des cobayes !

### Saison 3
Depuis le 1er novembre 2013, les émissions de la saison 1 sont rediffusées le vendredi à 21h30 après l'émission inédite, remplaçant ainsi Empreintes diffusée auparavant dans cette case horaire.
Le 25 avril 2014, la 100e émission d'On n'est pas que des cobayes ! est diffusée. Durant cette spéciale, des extraits des meilleurs moments sont insérés dans les expériences.

### Saison 4
Depuis le 5 septembre 2014, Élise Chassaing intègre la bande d'Agathe.

### Saison 5
Depuis le 18 septembre 2015, Laurent Maistret intègre la bande.
Une nouvelle rubrique fait son apparition, cobaye de rue, Agathe avec le médiateur de l'association Les Atomes crochus, Fabien Descamps, partent à la rencontre du cobaye qui sommeille en nous, dans des lieux publics, les passants vont participer à des démonstrations étonnantes.
L'émission change de jour et d'horaire de diffusion à partir du samedi 9 janvier 2016 entre 19 h et 20 h, avec de nouveaux épisodes inédits.
Le 9 avril 2016, France 5 annonce l'arrêt de l'émission à la fin de cette saison.
Légende :
En fond vert = Le plus haut chiffre de Téléspectateurs/Part d'audience.
En fond rouge = Le plus bas chiffre de Téléspectateurs/Part d'audience.
En fond bleu = 100e émission.

### La suite
À partir du 30 octobre 2017, la chaine France 4 a lancé une nouvelle émission dans le même esprit : Défis cobayes. Lancée par Agathe LECARON dans le premier épisode, c'est Alex GOUDE qui est aux commandes, accompagné de David LOWE. Emission-jeu, le public visé est les enfants. Sous la forme de jeu, David LOWE essaime son savoir au travers d’expériences concrètes.

## Audiences
Audiences moyennes par saison? 

## Jeu vidéo
À l'occasion de la 100e des Cobayes le 25 avril 2014, le premier jeu vidéo de l'émission est lancé : Super James, une application ludo-éducative accessible sur mobile, tablette et Facebook. Le jeu consiste à faire évoluer James (le mannequin crash testeur) dans des univers liés aux quatre éléments (terre, air, eau et feu).